# Aura Dione
Aura Dione, właśc. Maria Louise Joensen (ur. 21 stycznia 1985 w Kopenhadze) – duńska piosenkarka i autorka tekstów. 
Jej pseudonim artystyczny składa się z imienia Aura, który nadali jej jej przyjaciele po koncercie zagranym w klubie o takiej nazwie, a Dione to nazwisko panieńskie matki piosenkarki.

## Życiorys
Urodziła się w Kopenhadze. Jej farersko-francuska matka i duńsko-hiszpański ojciec byli hipisami i pływali z nią dookoła świata, m.in. mieszkali na wyspie Bornholm, a na wakacje często przyjeżdżali do Polski. Rodzice zainteresowali ją muzyką, a kiedy miała osiem lat, napisała swój pierwszy utwór. W 2001 wzięła udział w pierwszej edycji programu typu talent show Popstars.

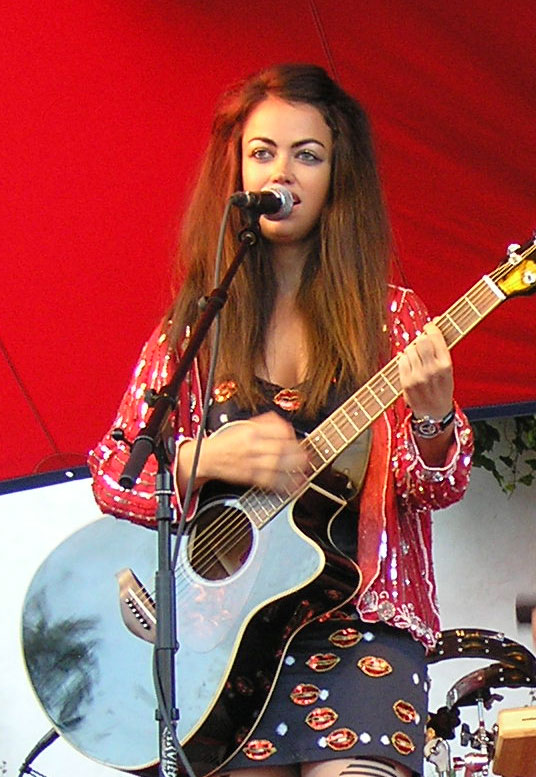
Dione (2012)

Kiedy była w szkole średniej, przeniosła się do Australii, gdzie szukała inspiracji wśród aborygenów. Efektem podróży był jej debiutancki Singel (muzyka)singiel „Something From Nothing”. W 2008 wydała album pt. Columbine, a pochodzący z płyty singiel „I Will Love You Monday” stał się przebojem w Europie. W 2010 trzykrotnie wystąpiła w Polsce: 26 czerwca 2010 zaśpiewała podczas koncertu Siła Muzyki Radia Zet i TVN w Zielonej Górze, a 28 sierpnia wystąpiła na Orange Warsaw Festival i w Muzycznym Studiu Polskiego Radia im. Agnieszki Osieckiej w Warszawie.
W 2011 wydała album pt. Before the Dinosaurs, który promowała singlami „Geronimo” i „Friends”, również notowane na europejskich listach przebojów. 20 lipca 2012 wystąpiła podczas Eska Music Awards 2012 w Kołobrzegu.
W czerwcu 2016 powróciła do aktywności muzycznej po kilku latach przerwy, wydając utwór „Love Somebody”. Trzeci album zwiastowała również singlami: „Indian Giver”, „Can't Steal the Music” i „King of Pain”. 19 maja 2017 wydała album pt. Can't Steal the Music.

## Dyskografia

### Albumy
| Rok  | Tytuł albumu          | Pozycje na listach | Pozycje na listach | Pozycje na listach | Pozycje na listach | Pozycje na listach | Certyfikat | Sprzedaż                   |
| Rok  | Tytuł albumu          | POL                | DEN                | GER                | AUT                | SWI                | Certyfikat | Sprzedaż                   |
| ---- | --------------------- | ------------------ | ------------------ | ------------------ | ------------------ | ------------------ | ---------- | -------------------------- |
| 2008 | Columbine             | —                  | 3                  | 44                 | 31                 | 30                 | DEN: Złoto | Świat: 100.000 DEN: 20.000 |
| 2011 | Before the Dinosaurs  | 89                 | 6                  | 14                 | 30                 | 36                 | AUT: Złoto | AUT: 10,000                |
| 2017 | Can't Steal the Music | —                  | —                  | —                  | —                  | —                  |            |                            |

#### Single
| Rok  | Singel                               | Pozycje na listach | Pozycje na listach | Pozycje na listach | Pozycje na listach | Pozycje na listach | Album                 |
| Rok  | Singel                               | POL                | DEN                | GER                | AUT                | SUI                | Album                 |
| ---- | ------------------------------------ | ------------------ | ------------------ | ------------------ | ------------------ | ------------------ | --------------------- |
| 2007 | "Something from Nothing"             | —                  | 7                  | 90                 | —                  | —                  | Columbine             |
| 2009 | „I Will Love You Monday (365)”       | 3                  | 20                 | 1                  | 2                  | 2                  | Columbine             |
| 2009 | „Song for Sophie (I Hope She Flies)” | —                  | 16                 | 12                 | 18                 | 68                 | Columbine             |
| 2011 | „Geronimo”                           | 8                  | 1                  | 1                  | 1                  | 7                  | Before the Dinosaurs  |
| 2012 | „Friends” (feat. Rock Mafia)         | 1                  | 6                  | 4                  | 3                  | 10                 | Before the Dinosaurs  |
| 2012 | „In Love with the World”             | 98                 | 5                  | 59                 | 13                 | —                  | Before the Dinosaurs  |
| 2012 | „Reconnect”                          | —                  | —                  | —                  | —                  | —                  | Before the Dinosaurs  |
| 2016 | „Love Somebody”                      | —                  | 27                 | —                  | —                  | —                  | Can't Steal the Music |
| 2016 | „Indian Giver”                       | —                  | —                  | —                  | —                  | —                  | Can't Steal the Music |
| 2017 | „Can't Steal The Music”              | —                  | —                  | —                  | —                  | —                  | Can't Steal the Music |